# Mordellistena y-notata
Mordellistena y-notata es una especie de coleóptero de la familia Mordellidae.

## Distribución geográfica
Habita en Estados Unidos.